# Ferrari 375 F1
La Ferrari 375 F1 è la vettura con cui la Scuderia Ferrari ha preso parte al campionato mondiale di Formula 1 1951. Essa ha rappresentato la tappa finale dello sviluppo del V12 aspirato da 4 500 cm³ dopo la  275 F1 e la 340 F1.
A lei si deve la prima vittoria della Scuderia Ferrari in una gara valevole per il Campionato Mondiale di Formula 1 ad opera di José Froilán González nel Gran Premio di Gran Bretagna 1951.

## Sviluppo
Procedendo a tappe forzate, gli ingegneri della Ferrari riuscirono a realizzare per la fine della stagione 1950 il nuovo V12 da 4500 cm³, cilindrata massima consentita dal regolamento, basandosi sulle esperienze maturate nello stesso anno con i V12 di cilindrate inferiori. Montato sulla 375 F1, avrebbe consentito alla scuderia di Maranello di competere finalmente alla pari con le Alfa Romeo. Capace di sprigionare 330 CV a 7 000 giri/min, sarebbe arrivato a 380 CV a 7 500 giri/min l'anno successivo contro i 425 della nuova Alfetta 159 che disponeva di compressore volumetrico ma che soffriva di un consumo di benzina più che triplo rispetto alla 375 F1 (2,5 km/l per Ferrari, 0,58 km/l per Alfa Romeo).
Nelle sue prime uscite, la 375 F1 condivideva tutto, a parte il motore, con la 340 F1, ma subito prima dell'inizio della stagione 1951 fu sottoposta a importanti aggiornamenti. Come accennato,  modificando il rapporto di compressione il nuovo motore fu portato a 380 CV e fu inoltre dotato di una nuova accensione doppia a magnete singolo ora posto anteriormente (in precedenza era singola con due magneti). Furono riviste le quote del telaio sia nel passo che nella carreggiata e vennero adottati nuovi carburatori Weber. Inalterato rimaneva invece lo schema delle sospensioni e il cambio sempre in blocco con il differenziale.
Nel 1952, con le modifiche regolamentari che promossero le vetture di Formula 2 al rango di Formula 1, la 375 F1 venne prematuramente pensionata ma continuò a figurare in gare di formula libera specialmente ad opera di piloti privati. Nello stesso anno venne impiegata nella 500 Miglia di Indianapolis ad opera di Alberto Ascari nella versione Indy.

## Carriera agonistica

La griglia di partenza del Gran Premio d'Italia 1950, Ascari occupa la seconda posizione accanto all'Alfa Romeo di Juan Manuel Fangio.

L'esordio della 375 F1 avvenne al Gran Premio d'Italia 1950 con due vetture affidate ad Alberto Ascari e Dorino Serafini. Al primo passaggio sul traguardo Ascari transita secondo dietro l'Alfa di Farina, giro dopo giro i due di testa fanno il vuoto dietro di sé e al 15º giro Ascari passa in testa ma un giro dopo il pilota milanese è costretto al ritiro a causa della rottura di un cuscinetto lasciando così via libera a Farina che vincerà gara e mondiale. Tuttavia alcuni giri dopo Ascari riprende il volante a bordo della vettura di Serafini, che si era fermato per un cambio gomme, e dopo una rimonta forsennata conquisterà il secondo posto finale.
L'ultimo appuntamento della stagione 1950 era il Gran Premio del Penya Rhin, gara non valida per il mondiale. Qui la Ferrari si presentò sempre con Ascari e Serafini che si classificarono rispettivamente primo e secondo al volante della 375 F1 senza che ci fossero le Alfa Romeo a contrastarli. Infatti la casa milanese, acquisito il titolo con Farina, aveva deciso di disertare l'ultimo evento della stagione. La Ferrari non era dunque riuscita ancora a prevalere direttamente sull'Alfa Romeo, ma questa possibilità non era più remota e si sarebbe concretizzata l'anno successivo.
In gare minori, la stagione 1951 ebbe un avvio favorevole alla 375 F1 che si impose a Siracusa e Pau, con Villoresi, e a San Remo con Ascari. In quest'ultima gara esordì l'evoluzione della vettura dotata di 380 CV.

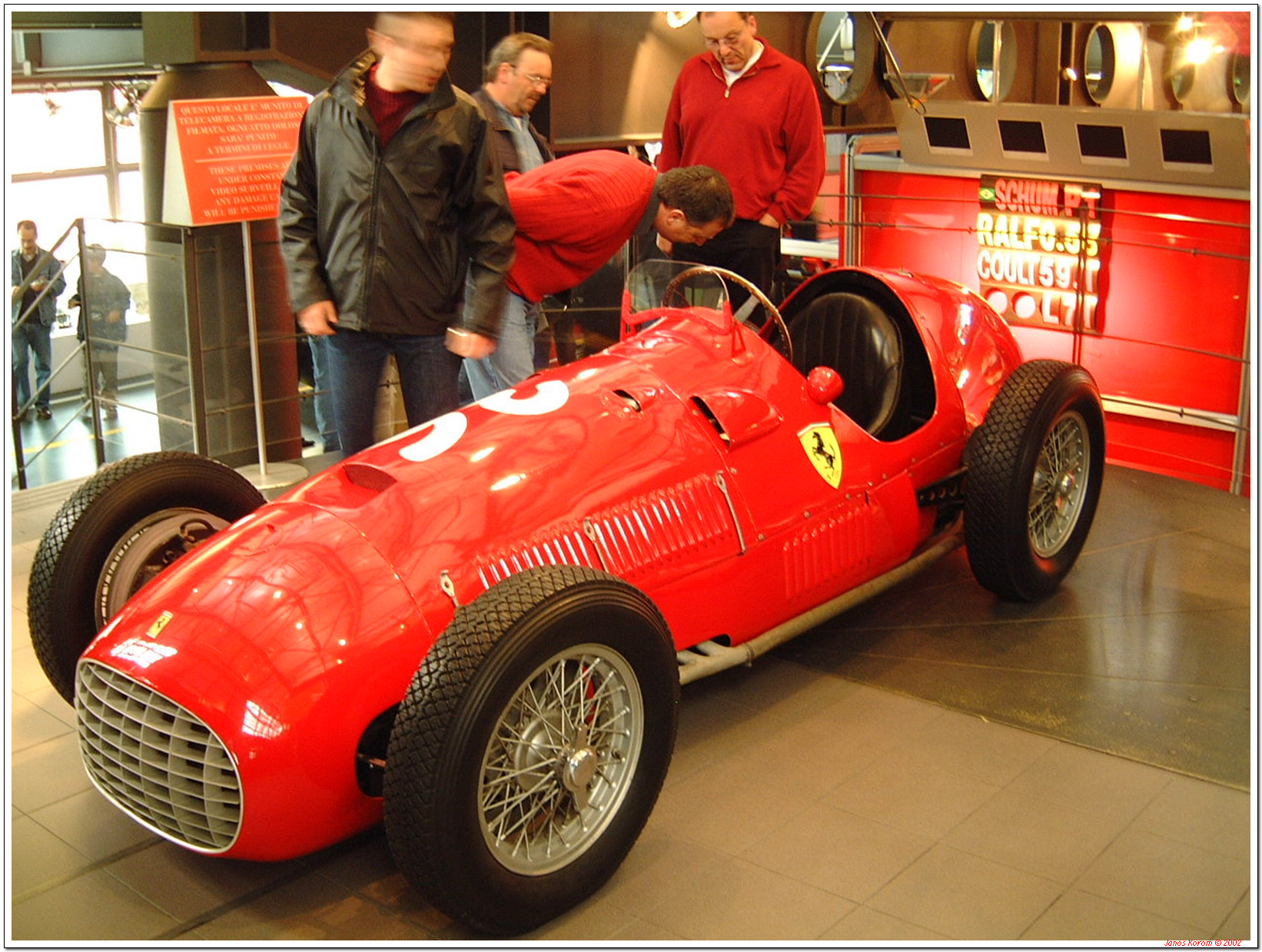
Una 375 F1 esposta a Maranello

L'avvio del campionato 1951 fu ancora una volta favorevole all'Alfa Romeo di Fangio e Farina che vinsero in Svizzera, Belgio e Francia mentre Ascari collezionò un sesto e due secondi posti. Ma la prima vittoria era ormai vicina e arrivò al Gran Premio di Gran Bretagna ad opera di José Froilán González. Il pilota argentino disponeva ancora della vettura dell'anno prima ma ciò non sembrava influenzarlo e conquistava la pole  davanti a Fangio. La gara fu un monologo dei due piloti argentini: Felice Bonetto fa la miglior partenza e rimane in testa per un giro ma poi deve lasciare strada ai più veloci González e Fangio. Al 10º Giro Fangio va in testa, ma la Ferrari dell'argentino rimane attaccata all'Alfa Romeo. Dopo 39 giri Gonzalez torna in testa ma Fangio lo riattacca e lo risupera. Ascari, che si era ritirato, decise di lasciare continuare González visto la situazione dell'argentino. Gonzalez riesce a ripassare davanti all'argentino dell'Alfa vincendo di 50" la gara, è la prima vittoria della Scuderia Ferrari in Formula 1, ed è la prima volta che l'Alfa Romeo non vince. Villoresi finì terzo a oltre due giri dai primi due. Quando Quaroni, direttore generale dell'Alfa, mandò un telegramma di congratulazioni a Ferrari, che era stato direttore del reparto corse Alfa Romeo dal 1929 a 1939, questi rispose: 
La vittoria in Gran Bretagna non fu comunque un caso e confermò la Ferrari come la maggiore rivale per l'Alfa Romeo nella conquista al titolo.
Nei due gran premi successivi Ascari conquistò altrettante vittorie davanti a González (3° e 2°) e fu in grado di presentarsi al Gran Premio di Spagna, ultimo appuntamento valido per il mondiale, in lotta per il titolo con Fangio. Entrambi hanno infatti bisogno di una vittoria per conquistare l'iride. Ascari è in pole position davanti a Fangio, González e Farina. Il pilota milanese alla partenza comanda davanti a Gonzalez ma alla fine del primo giro González è già quinto superato da Farina, Fangio e Bonetto. Al quarto giro Fangio passa Farina e Ascari che è afflitto da problemi di gomme. Il distacco dall'argentino aumenta giro per giro, Ascari paga la scelta di aver messo gomme meno larghe rispetto agli scorsi GP. Fangio vince la corsa e il mondiale con González secondo, Farina terzo e Ascari soltanto quarto.

## Risultati completi
| 1950 | Squadra          | Gomme | Piloti    | GBR | MON | IND | SVI | BEL | FRA | ITA |     | Punti   | CMP |
| ---- | ---------------- | ----- | --------- | --- | --- | --- | --- | --- | --- | --- | --- | ------- | --- |
| 1950 | Scuderia Ferrari | P     | Ascari    |     |     |     |     |     |     | 2   |     | 11      | 5   |
| 1950 | Scuderia Ferrari | P     | Serafini  |     |     |     |     |     |     | 2   |     | 3       | 13  |
| 1951 | Squadra          | Gomme | Piloti    | SVI | IND | BEL | FRA | GBR | GER | ITA | SPA | Punti   | CMP |
| 1951 | Scuderia Ferrari | P     | Villoresi | Rit |     | 3   | Rit | Rit | 4   | 4   | Rit | 15 (18) | 5   |
| 1951 | Scuderia Ferrari | P     | Ascari    | 6   |     | 2   | 2   | Rit | 1   | 1   | 4   | 25 (28) | 2   |
| 1951 | Scuderia Ferrari | P     | Taruffi   | 2   |     | Rit |     |     | 5   | 5   | Rit | 10      | 6   |
| 1951 | Scuderia Ferrari | P     | González  |     |     |     | 2   | 1   | 3   | 2   | 2   | 24 (27) | 3   |
| 1951 | GA Vandervell    | P     | Whitehead |     |     |     |     | 9   |     |     |     | 0       | 36  |
| 1951 | GA Vandervell    | P     | Parnell   |     |     |     | 4   |     |     |     |     | 5       | 10  |
| 1951 | GA Vandervell    | P     | Taylor    |     |     |     | NP  |     |     |     |     | 0       | -   |
| 1951 | Francisco Landi  | P     | Landi     |     |     |     |     |     |     | Rit |     | 0       | -   |

| Caratteristiche tecniche - Ferrari 340 F1 (1951)         | Caratteristiche tecniche - Ferrari 340 F1 (1951) | Caratteristiche tecniche - Ferrari 340 F1 (1951) | Caratteristiche tecniche - Ferrari 340 F1 (1951) | Caratteristiche tecniche - Ferrari 340 F1 (1951) | Caratteristiche tecniche - Ferrari 340 F1 (1951) |
| Configurazione                                           | Configurazione | Configurazione | Configurazione | Configurazione | Configurazione |
| -------------------------------------------------------- | --- | --- | --- | --- | --- |
| Carrozzeria: monoposto                                   | Carrozzeria: monoposto | Posizione motore: anteriore longitudinale | Posizione motore: anteriore longitudinale | Trazione: posteriore | Trazione: posteriore |
| Dimensioni e pesi                                        | | | | | |
| Ingombri (lungh.×largh.×alt. in mm): 3 937 × 1 428 × 960 | Ingombri (lungh.×largh.×alt. in mm): 3 937 × 1 428 × 960 | Ingombri (lungh.×largh.×alt. in mm): 3 937 × 1 428 × 960 | Ingombri (lungh.×largh.×alt. in mm): 3 937 × 1 428 × 960 | Diametro minimo sterzata: | Diametro minimo sterzata: |
| Interasse: 2 420 mm                                      | Interasse: 2 420 mm | Carreggiate: anteriore 1 250 - posteriore 1 250 mm | Carreggiate: anteriore 1 250 - posteriore 1 250 mm | Altezza minima da terra: | Altezza minima da terra: |
| Posti totali: 1                                          | Posti totali: 1 | Bagagliaio: | Bagagliaio: | Serbatoio: 195 | Serbatoio: 195 |
| Masse                                                    | / in ordine di marcia: 850 kg | / in ordine di marcia: 850 kg | / in ordine di marcia: 850 kg | / in ordine di marcia: 850 kg | / in ordine di marcia: 850 kg |
| Meccanica                                                | | | | | |
| Tipo motore: 12 cilindri a V di 60°                      | Tipo motore: 12 cilindri a V di 60° | Tipo motore: 12 cilindri a V di 60° | Cilindrata: 4 493,73 cm³ | Cilindrata: 4 493,73 cm³ | Cilindrata: 4 493,73 cm³ |
| Distribuzione: monoalbero a camme in testa               | Distribuzione: monoalbero a camme in testa | Distribuzione: monoalbero a camme in testa | Alimentazione: 3 carburatori Weber 46DCF3 | Alimentazione: 3 carburatori Weber 46DCF3 | Alimentazione: 3 carburatori Weber 46DCF3 |
| Prestazioni motore                                       | Potenza: 350 CV a 7 500 giri/min | Potenza: 350 CV a 7 500 giri/min | Potenza: 350 CV a 7 500 giri/min | Potenza: 350 CV a 7 500 giri/min | Potenza: 350 CV a 7 500 giri/min |
| Accensione: doppia, 1 magnete                            | Accensione: doppia, 1 magnete | Accensione: doppia, 1 magnete | Impianto elettrico: | Impianto elettrico: | Impianto elettrico: |
| Frizione: multidisco                                     | Frizione: multidisco | Frizione: multidisco | Cambio: 4 marce + RM non sincronizzato in blocco col differenziale | Cambio: 4 marce + RM non sincronizzato in blocco col differenziale | Cambio: 4 marce + RM non sincronizzato in blocco col differenziale |
| Telaio                                                   | | | | | |
| Corpo vettura                                            | longheroni e traverse tubolari | longheroni e traverse tubolari | longheroni e traverse tubolari | longheroni e traverse tubolari | longheroni e traverse tubolari |
| Sterzo                                                   | a vite senza fine e settore | a vite senza fine e settore | a vite senza fine e settore | a vite senza fine e settore | a vite senza fine e settore |
| Sospensioni                                              | anteriori: ruote indipendenti, quadrilateri deformabili, balestra trasversale, ammortizzatori Houdaille / posteriori: semiassi oscillanti, ponte De Dion, balestra trasversale, ammortizzatori Houdaille | anteriori: ruote indipendenti, quadrilateri deformabili, balestra trasversale, ammortizzatori Houdaille / posteriori: semiassi oscillanti, ponte De Dion, balestra trasversale, ammortizzatori Houdaille | anteriori: ruote indipendenti, quadrilateri deformabili, balestra trasversale, ammortizzatori Houdaille / posteriori: semiassi oscillanti, ponte De Dion, balestra trasversale, ammortizzatori Houdaille | anteriori: ruote indipendenti, quadrilateri deformabili, balestra trasversale, ammortizzatori Houdaille / posteriori: semiassi oscillanti, ponte De Dion, balestra trasversale, ammortizzatori Houdaille | anteriori: ruote indipendenti, quadrilateri deformabili, balestra trasversale, ammortizzatori Houdaille / posteriori: semiassi oscillanti, ponte De Dion, balestra trasversale, ammortizzatori Houdaille |
| Freni                                                    | anteriori: a tamburo / posteriori: a tamburo | anteriori: a tamburo / posteriori: a tamburo | anteriori: a tamburo / posteriori: a tamburo | anteriori: a tamburo / posteriori: a tamburo | anteriori: a tamburo / posteriori: a tamburo |
| Pneumatici                                               | 5,50/16 - 7,00/16 | 5,50/16 - 7,00/16 | 5,50/16 - 7,00/16 | 5,50/16 - 7,00/16 | 5,50/16 - 7,00/16 |
| Prestazioni dichiarate                                   | | | | | |
| Velocità: 320 km/h                                       | Velocità: 320 km/h | Velocità: 320 km/h | Accelerazione: | Accelerazione: | Accelerazione: |